# Bellamybuurt
Bellamybuurt è un quartiere dello stadsdeel di Amsterdam-West, nella città di Amsterdam.